# Acuclavella quattuor
Espèce
Acuclavella quattuor est une espèce d'opilions dyspnois de la famille des Ischyropsalididae.

## Distribution
Cette espèce est endémique d'Idaho aux États-Unis. Elle se rencontre vers la forêt nationale de Nez Perce.

## Description

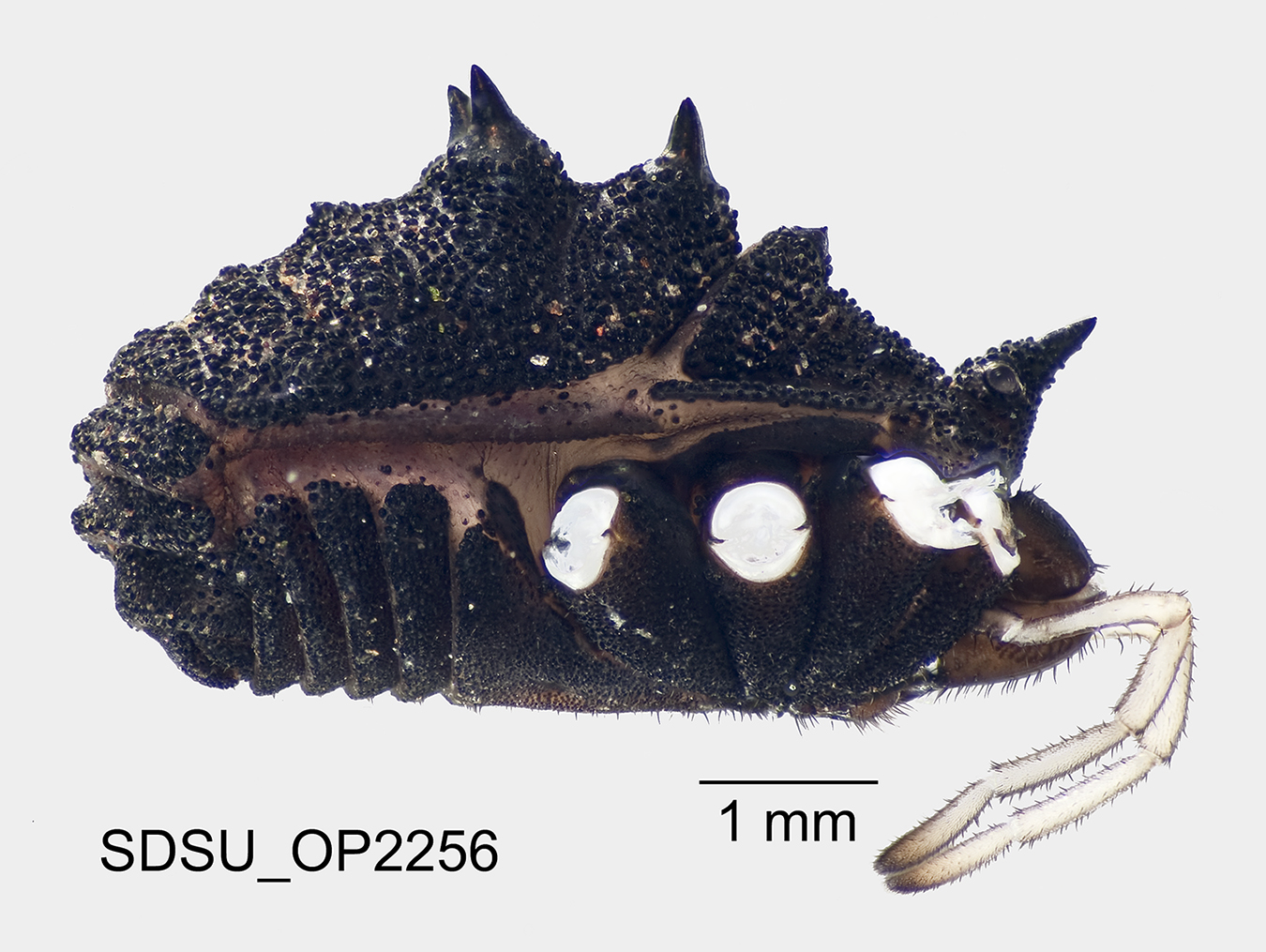
Acuclavella quattuor ♀

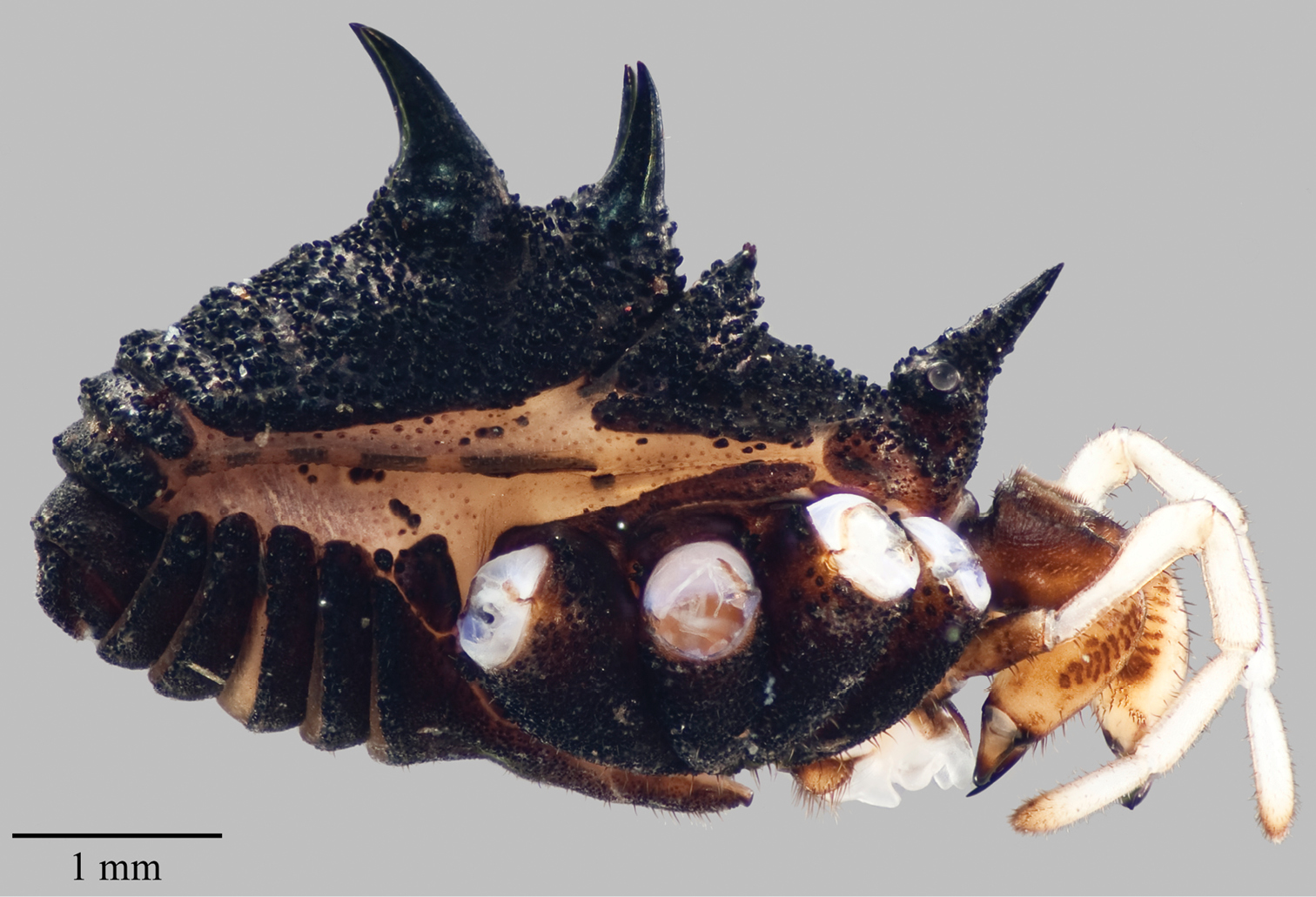
Acuclavella quattuor ♂

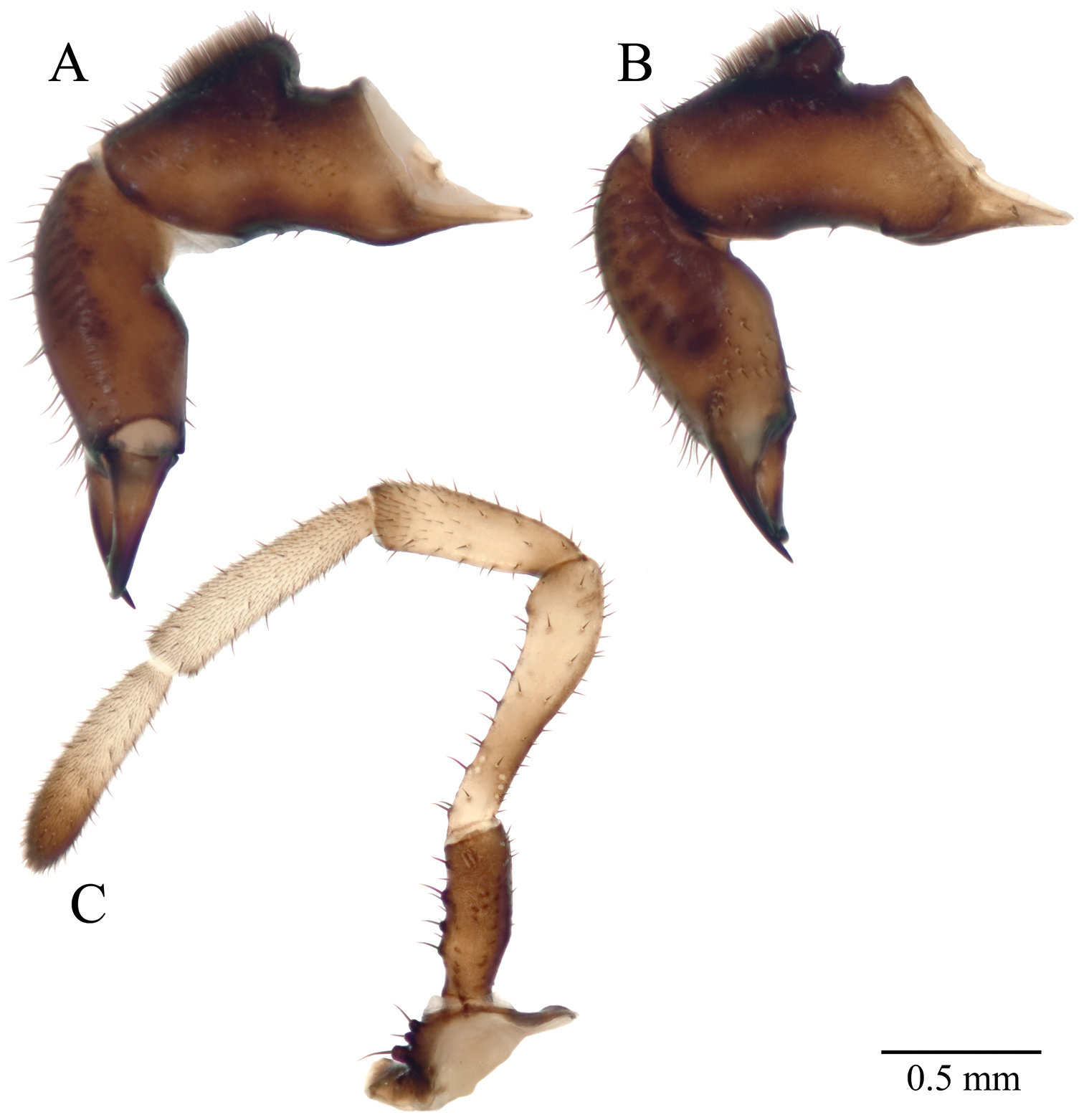
palpe dAcuclavella quattuor ♂

La femelle holotype mesure 5,04 mm.
Le mâle décrit par Richart et Hedin en 2013 mesure 4,22 mm

## Systématique et taxinomie
Cette espèce a été décrite par Shear en 1986.

## Publication originale
- Shear, 1986 : « A cladistic analysis of the opilionid superfamily Ischyropsalidoidea, with description of the new family Ceratolasmatidae, the new genus Acuclavella and four new species. » American Museum Novitates, no 2844, p. 1–29 (texte intégral).